# Scinax arduous
Scinax arduous är en groddjursart som beskrevs av Peixoto 2002. Scinax arduous ingår i släktet Scinax och familjen lövgrodor. IUCN kategoriserar arten globalt som otillräckligt studerad. Inga underarter finns listade i Catalogue of Life.